# 有斐閣大学双書
有斐閣大学双書（ゆうひかくだいがくそうしょ）とは有斐閣から出版されている叢書（双書）。これは1972年に刊行が開始されており、大学教育において必要とされる理論的知識が体系的に述べられている。
なお、現在はオンデマンド版4書籍を除き全て在庫切れ・絶版となっている。